# Scincinae
Gli Scincini (Scincinae Gray, 1825) sono una sottofamiglia di sauri della famiglia Scincidae.

## Descrizione
La sottofamiglia comprende sauri di taglia da piccola a media, con testa piccola, collo tozzo e corpo allungato, arti piccoli o ridotti a vestigia.

## Tassonomia
La sottofamiglia comprende i seguenti generi:
- Amphiglossus Duméril & Bibron, 1839
- Androngo Brygoo, 1982
- Ateuchosaurus Gray, 1845
- Barkudia Annandale, 1917
- Brachymeles Duméril & Bibron, 1839
- Chabanaudia de Witte & Laurent, 1943
- Chalcides Laurenti, 1768
- Chalcidoseps Boulenger, 1887
- Eumeces Wiegmann, 1834
- Eurylepis Blyth, 1854
- Feylinia Gray, 1845
- Gongylomorphus Fitzinger, 1843
- Hakaria Steindachner, 1899
- Janetaescincus Greer, 1970
- Jarujinia Chan-Ard, Makchai & Cota, 2011
- Madascincus Brygoo, 1982
- Melanoseps Boulenger, 1887
- Mesoscincus Griffith, Ngo & Murphy, 2000
- Nessia Gray, 1839
- Ophiomorus Duméril & Bibron, 1839
- Pamelaescincus Greer, 1970
- Paracontias Mocquard, 1894
- Plestiodon Duméril & Bibron, 1839
- Proscelotes de Witte & Laurent, 1943
- Pseudoacontias Bocage, 1889
- Pygomeles Grandidier, 1867
- Scelotes Fitzinger, 1826
- Scincopus Peters, 1864
- Scincus Laurenti, 1768
- Scolecoseps Loveridge, 1920
- Sepsina Bocage, 1866
- Sepsophis Beddome, 1870
- Sirenoscincus Sakata & Hikida, 2003
- Typhlacontias Bocage, 1873
- Voeltzkowia Boettger, 1893

### Alcune specie

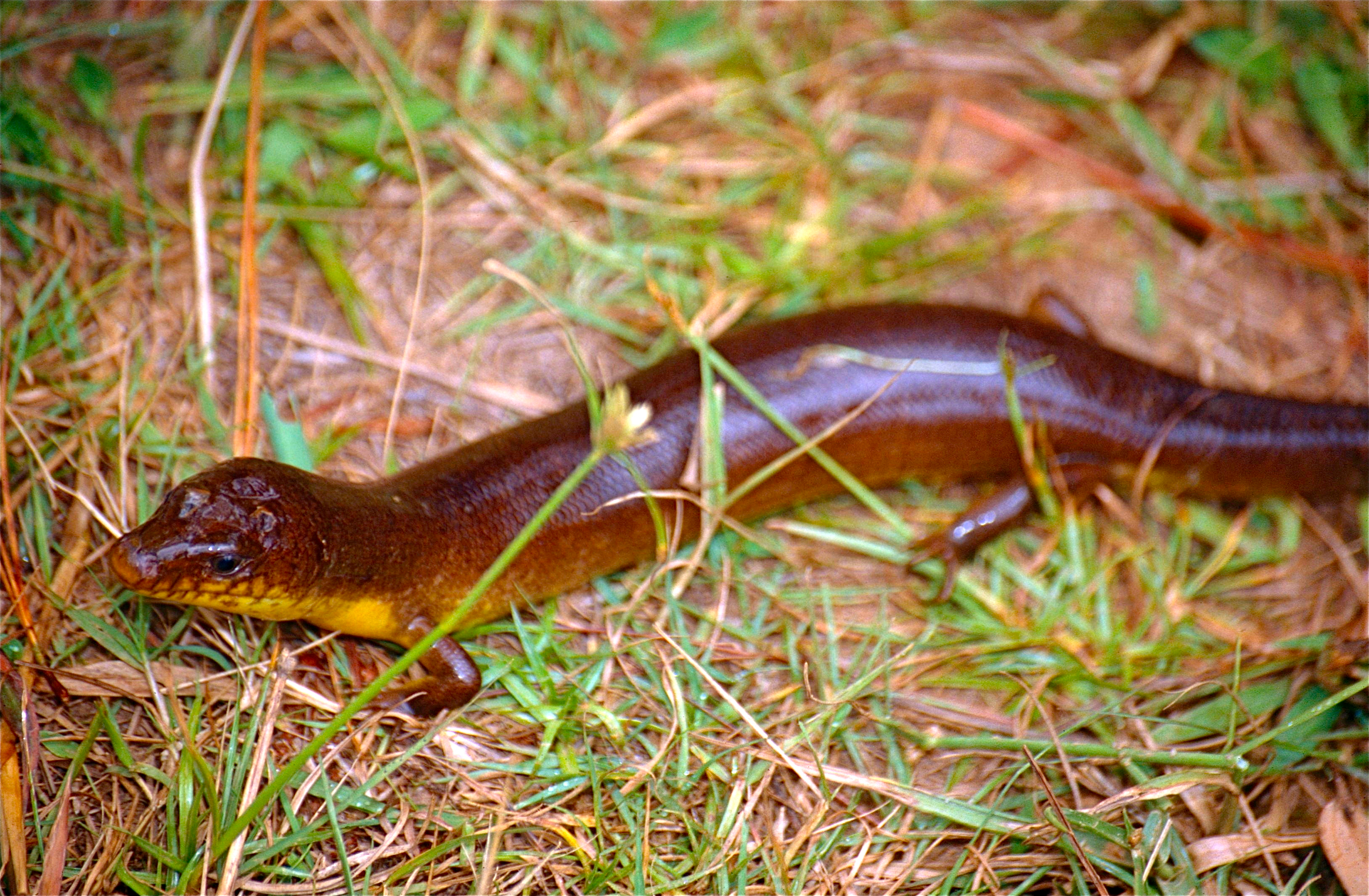
Amphiglossus astrolabi
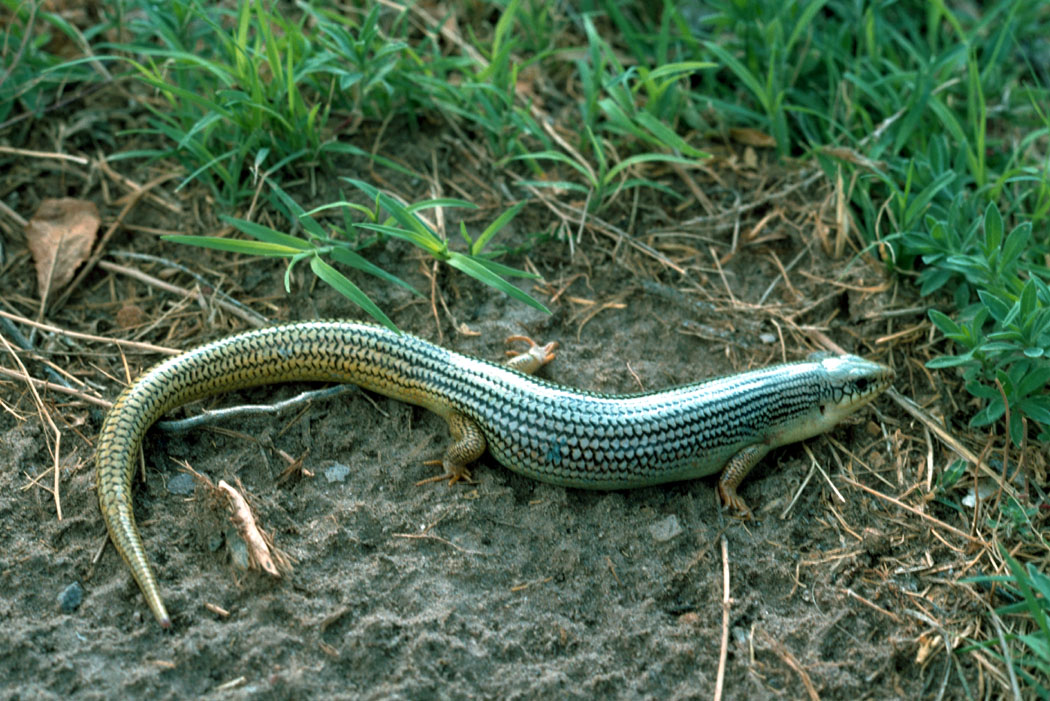
Eumeces obsoletus
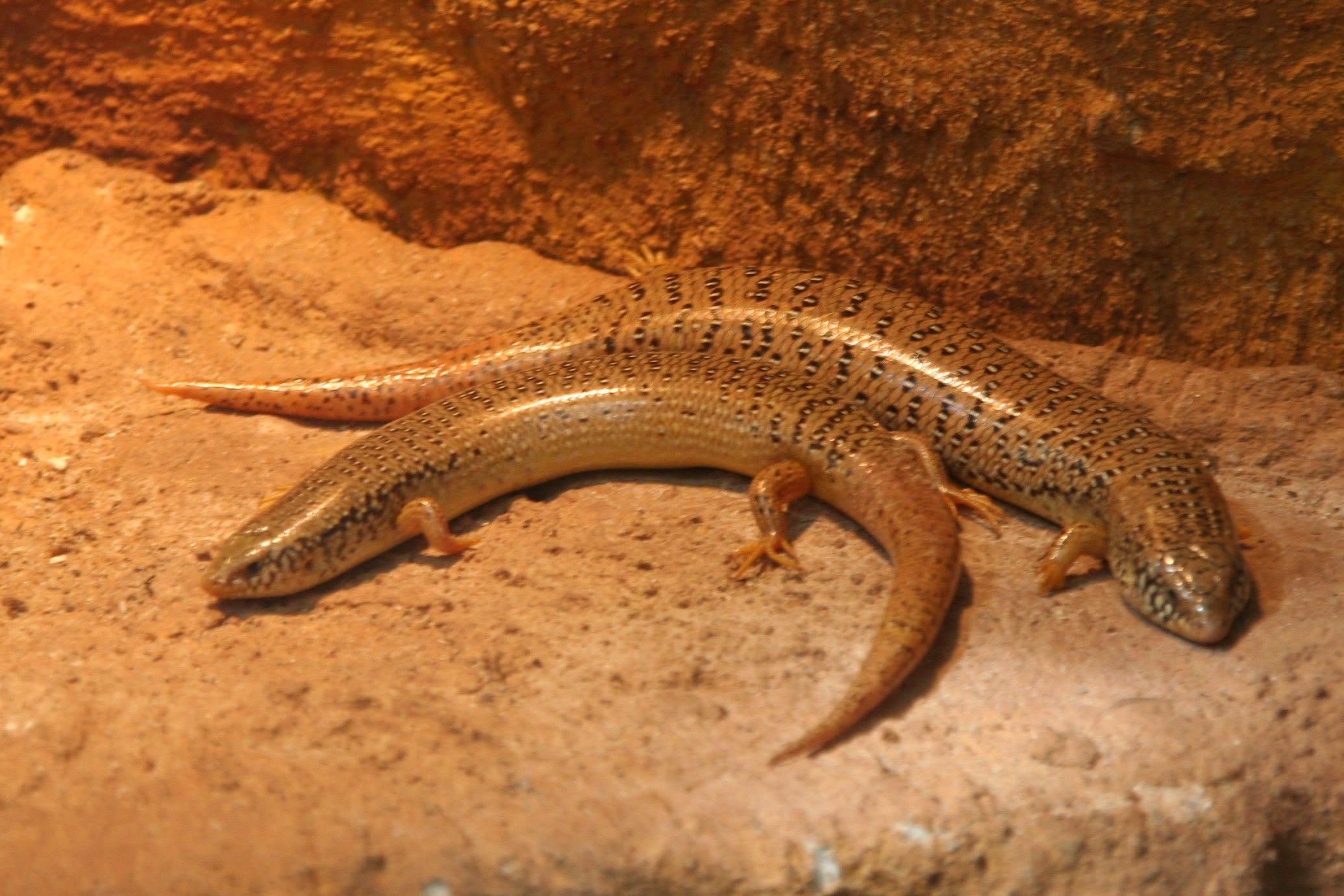
Chalcides ocellatus
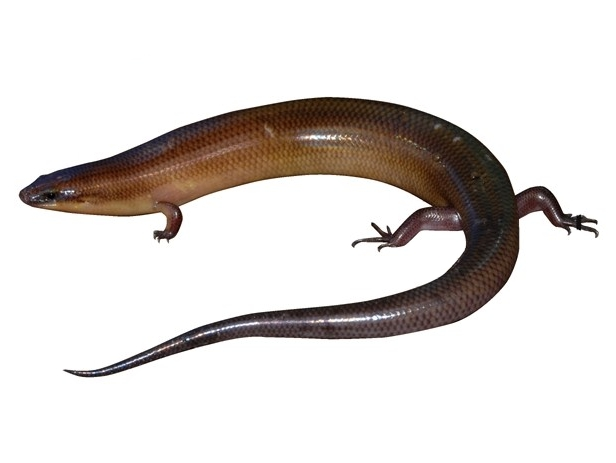
Madascincus stumpffi
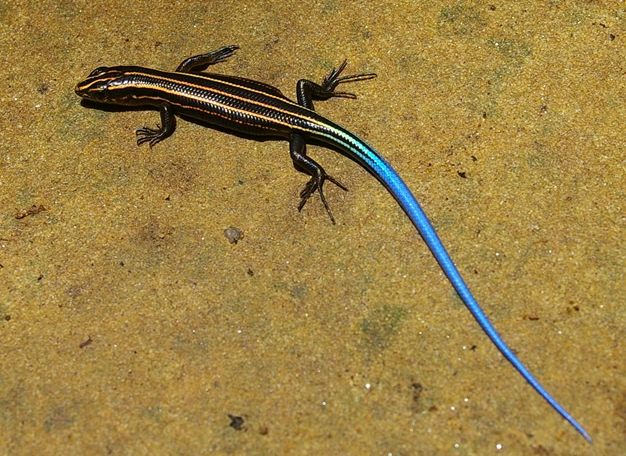
Plestiodon stimpsonii
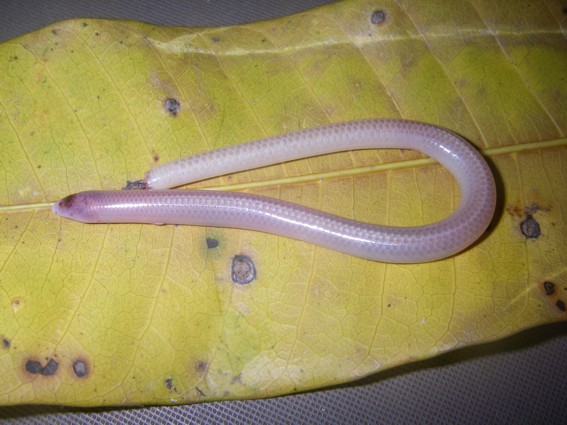
Sirenoscincus mobydick